# Liége-i Jakab
Liége-i Jakab vagy Lüttichi Jakab, franciául Jacques de Liège, latinul Jacobus Leodiensis (1260 körül – 1330 után) zeneesztéta, zenetudós, zeneteoretikus, az ún. francia-flamand iskola tagja, a Speculum Musicae (A Zene tükre) című zeneelméleti mű szerzője, melyet először tévesen kortársának, és egyben a vele ellentétes elveket valló Johannes de Murisnek tulajdonítottak. Az Ars Antiqua és Ars Nova határán álló, a középkori spekulatív zenetudományt konzervatív enciklopédikus összefoglalásban képviselő tudós.
Életéről nagyon keveset tudunk, valószínűleg Liège egyházmegyéjében született, majd Párizsba ment tanulni ahol Petrus de Cruce tanítványa volt, működésének jó idejét is bizonyára ott tölthette, csak élete vége felé került vissza Liége-be.

## Speculum Musicae
A Speculum Musicae enciklopédikus jellegű mű. Két részre tagolódik. Az 1-5. könyvek a zene elméleti kérdéseivel  (Musica speculativa), míg a 6-7. kötetek az értelmezéssel (Musica practica) foglalkoznak.
1. kötet: A szükséges alapismeretek a consonantia (zenei együtthangzás, összhangzás) megértéséhez. Összefoglalja Boethius, Sevillai Izidor, Arezzoi Guido, Arisztotelész, Platón és Petrus Comestor tanításait. A kötet Püthagorasz harmónia-elméletének bemutatásával zárul.
2. kötet: Az egyes hangközök jellemzése, külön fejezetekben: oktáv (diapason), kettős oktáv, kvint (diapente), kvart (diatessaron) és a tónus. ( 8., 23. , 27., 32., 38. fejezetek).
3. kötet: Matematikai elmélkedés az arányokról, a hangközökről és ezek felosztásáról.
4. kötet: Az egyes összhangzások értékelése, és összehasonlítása, valamint a létrehozásuk feltételei. Itt kerül kifejtésre a kadencia elmélete, mely lehetővé teszi, hogy a tökéletlen összhangok tökéletesben oldódjanak föl.
5. kötet : A tetracordia három fajtája. A tetracordia és a hexacordia összevetése.
6. kötet:  A liturgikus Homofónia (zene) (gregorián ének) leírása, valamint hangjelek jelölése, és a kotta.
7. kötet: Az ún. notatio mensuralis (a középkorban a hangmagasságok jelölésére használt jelölési rendszer). Az Ars Antiqua megvédése, anélkül, hogy az Ars Nova denunciálására sor kerülne.
Jakab az Ars atiqua igen konkrét leírásával szemben, az Ars Nová-ról szólva megáll a puszta általánosításoknál, és olyan elvi kijelentésekre szorítkozik, hogy a modernek elvesztették érzéküket a hagyomány és a zene magasabb céljai iránt. A tárgyi bizonyítékokat gyanúsítgatásokkal helyettesítő közvetett támadásnak megfelelője az is, hogy a pápa nem sokkal korábban személyesen lépett fel enciklikájában a fiatal zeneszerzők ellen. Köriratában nem nevezi meg, hanem csak "egy új iskola egyes növendékei'-nek hívja őket.

## Fordítás
- Ez a szócikk részben vagy egészben  a   Jacques de Liège című francia Wikipédia-szócikk fordításán alapul.  Az eredeti cikk szerkesztőit annak laptörténete sorolja fel. Ez a jelzés csupán a megfogalmazás eredetét és a szerzői jogokat jelzi, nem szolgál a cikkben szereplő információk forrásmegjelöléseként.